# Ghost Killer Track
Ghost Killer Track, né le 26 juin 1996 à Sarcelles, est un beatmaker, producteur et auteur-compositeur français. Originaire de Gonesse, dans la banlieue parisienne, il est devenu une figure importante de la production musicale en France et en Europe. Son travail, particulièrement dans les scènes rap et drill, lui a permis de collaborer avec des artistes français et internationaux.

## Biographie

### Jeunesse et débuts musicaux
Né à Sarcelles et élevé à Gonesse, Ghost Killer Track développe très tôt une passion pour la musique grâce à son frère, qui s’initie au rap et à la production musicale. À l’âge de 14 ans, il découvre la possibilité de créer de la musique sur ordinateur, ce qui marque le début de son apprentissage autodidacte de la production.
D'une forte curiosité, il s’inspire de nombreux genres musicaux tels que le rap, l’électro, le classique et les musiques africaines. Cette diversité se reflète dans son style de production, qu’il décrit comme intuitif et en constante évolution.

### Carrière

#### Débuts et ascension
Ghost Killer Track se fait d'abord remarquer dans la scène rap française en collaborant avec des artistes comme Cheu-B, Leto, et Alkpote. Son style unique, combinant des sonorités trap et énergiques, lui permet de gravir rapidement les échelons. 

#### Bastard AlchemistsetSlimer Alchemists 1 & 2(2016-2018)
En 2016, il sort un projet commun avec Coyote Jo Bastard. Il est également à l'origine des compilations Slimer Alchemists 1 & 2, regroupant des artistes français et internationaux tels que Kidd Keo, Nelick et Youv Dee,.

#### Popopop,Producers Champions LeagueetTonight(2019-2020)
En 2019, il connaît un grand succès avec le morceau Popopop de Gambi, qui dépasse les 100 millions de vues sur YouTube.
En 2020, Ghost Killer Track a organisé le concours Producers Champions League, un tournoi de beatmaking destiné à mettre en avant les producteurs de musique en France. L’événement, principalement diffusé sur Instagram, a permis aux participants de soumettre leurs créations et de concourir pour des opportunités de collaborations. L’objectif du concours était de promouvoir la scène beatmaking en France et de permettre aux jeunes talents de se faire connaître. Cette initiative a été bien accueillie par la communauté musicale et a contribué à renforcer la position de Ghost Killer Track en tant que figure clé du milieu de la production musicale.
En 2021, Ghost Killer Track élargit ses horizons en travaillant avec des figures majeures de la scène britannique comme D-Block Europe et Oboy, notamment sur le single Tonight. Son intérêt pour le rap britannique s’explique par son admiration pour la culture artistique et le professionnalisme des artistes du Royaume-Uni.

#### Signature chez Hall Access etQue de l'amour(2022-2023)
En 2022, Ghost Killer Track a signé un contrat avec le label Hall Access, une étape importante dans sa carrière. Cette collaboration a permis au beatmaker de renforcer sa présence dans l’industrie musicale française, en particulier dans la scène drill. L’accord avec Hall Access lui a offert un soutien stratégique pour développer ses projets et accroître sa visibilité auprès du public. Selon Booska-P, cette signature a également ouvert la voie à des partenariats avec des artistes reconnus, consolidant ainsi son influence dans le milieu du rap.
En 2023, Ghost Killer Track lance son album caritatif intitulé Que de l'amour, une initiative visant à apporter du soutien et des sourires à ceux qui en ont le plus besoin. Ce projet se distingue par sa volonté de redonner à la communauté, en particulier aux enfants malades et aux personnes en situation de précarité. L’objectif est de transmettre des valeurs de solidarité et d’empathie à travers des actions concrètes, comme des visites, des dons et des événements spéciaux.

#### Time Will Tell(2024)
Le 12 avril 2024, Ghost Killer Track dévoile son premier album solo intitulé Time Will Tell, un album qui mêle divers styles musicaux et met en avant des collaborations prestigieuses avec des artistes comme AJ Tracey, Blanco, et D-Block Europe.

## Philanthropie

### Association caritative: Que de l'amour
Lancé en 2020 par Ghost Killer Track, l'association "Que de l'amour" a pour mission principale d'apporter des moments de bonheur et d'espoir aux enfants hospitalisés, aux jeunes issus de foyers et à ceux souffrant de handicaps. À travers cette initiative, l’artiste cherche à offrir des expériences inoubliables à ces enfants en organisant des rencontres avec des artistes, des sportifs, ainsi que des événements spéciaux où des cadeaux sont distribués. L’objectif est d’adoucir le quotidien de ces jeunes et de leur offrir des instants de joie,.
Pour financer ces actions, Ghost Killer Track a ouvert un e-shop en 2020 où il a commercialisé des t-shirts et des hoodies à l’effigie de l'association. L'intégralité des bénéfices récoltés grâce à ces ventes a été utilisée pour soutenir les projets de l’association, en particulier les rencontres et les événements organisés pour les enfants,.
En décembre 2021, l’association a organisé son premier concert caritatif, un événement réunissant plusieurs artistes de renom tels que PLK, Oboy, Gambi, et Gazo. Ce concert a permis de récolter des fonds pour continuer les actions en faveur des enfants malades et défavorisés, tout en créant une atmosphère de solidarité et de partage entre les artistes et leur public.
La notoriété de l’association a continué de grandir et, à la fin de l’année 2022, Ghost Killer Track a présenté un projet caritatif en deux parties, culminant par un concert à l'Olympia prévu pour janvier 2023. Ce projet ambitieux visait à rassembler des fonds supplémentaires pour financer des actions concrètes et offrir des moments encore plus magiques aux enfants,.

## Discographie

### Apparitions
- 2017 :
  - Badjer - Kartel

- 2018 :
  - Alkpote - Hécatombe (Les marches de l'empereur saison 3 / Episodes 6)

- 2019 :
  - Yannou JR - Bats les couilles (sur l'album Jr World)

- 2021 :
  - Yannou JR - Maintenant (sur l'album Vision)

- 2022 :
  - D-Block Europe - Elegant & Gang (sur l'album Lap 5)

- 2023 :
  - Stony Stone, Houdi & Ghost Killer Track - Hnina (sur l'album Avant les yeux)
  - Couli B - Tropical (sur l'album Ambiance Joviale)
  - Gambino La MG - Shatta (sur l'album Après Gambinerie)

- 2024 :
  - Bo9l - Ça va changer